# Bídzsápur
Bídzsápur (kannada nyelven: ಬಿಜಾಪುರ, angolul: Bijapur) város India Karnátaka államában. Mumbai és Bengaluru között mintegy félúton, mindkettőtől 530-550 km-re fekszik. Lakossága 327 ezer fő volt 2011-ben. 
1490 és 1686 között a Bídzsápuri Szultánság fővárosa volt. 
A fallal körülvett középkori muszlim város ma mecsetjeiről, mauzóleumairól és díszes sírboltjairól ismert.

## Galéria

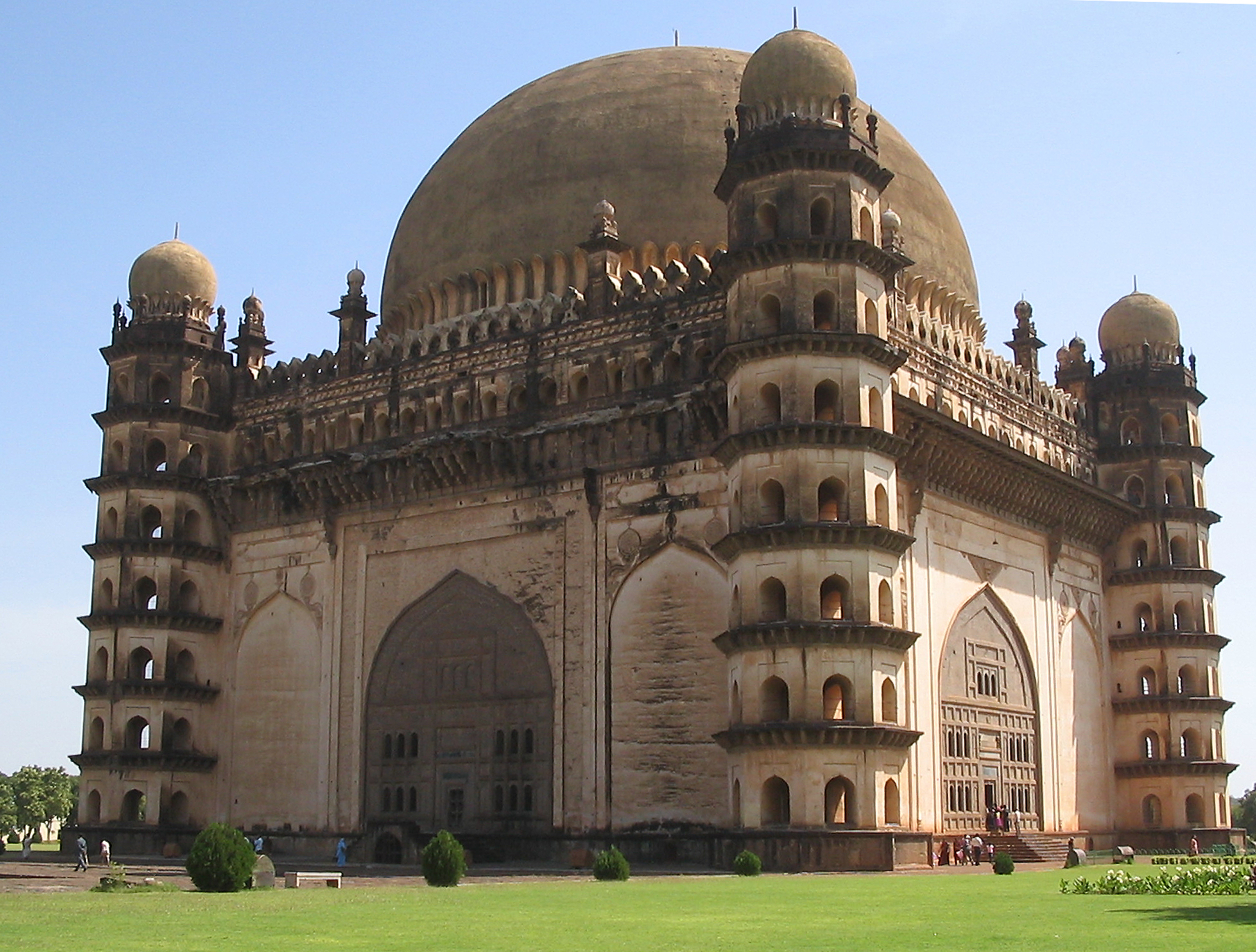
Gol Gumbaz mauzóleum
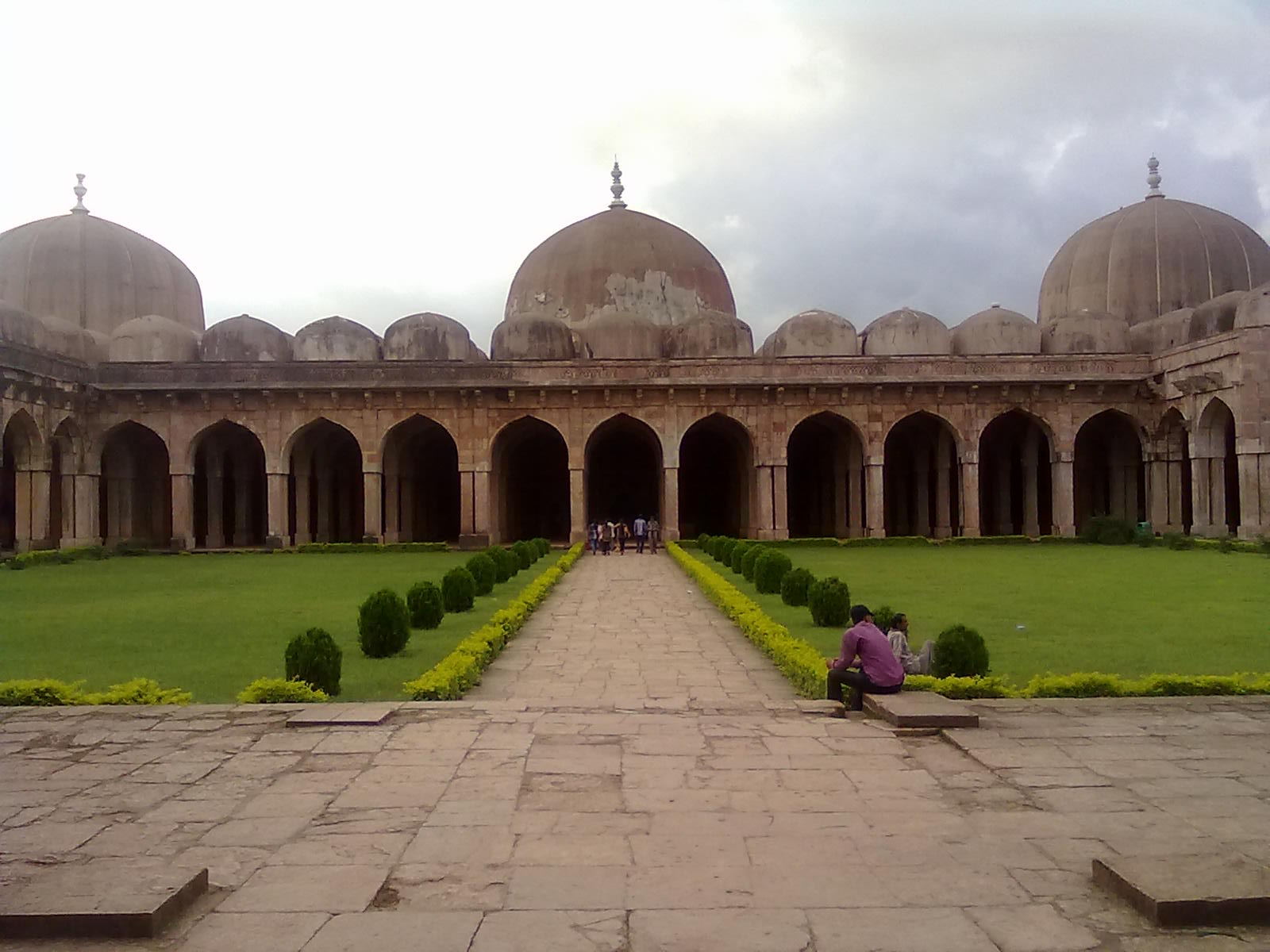
Dzsáma Maszdzsid mecset
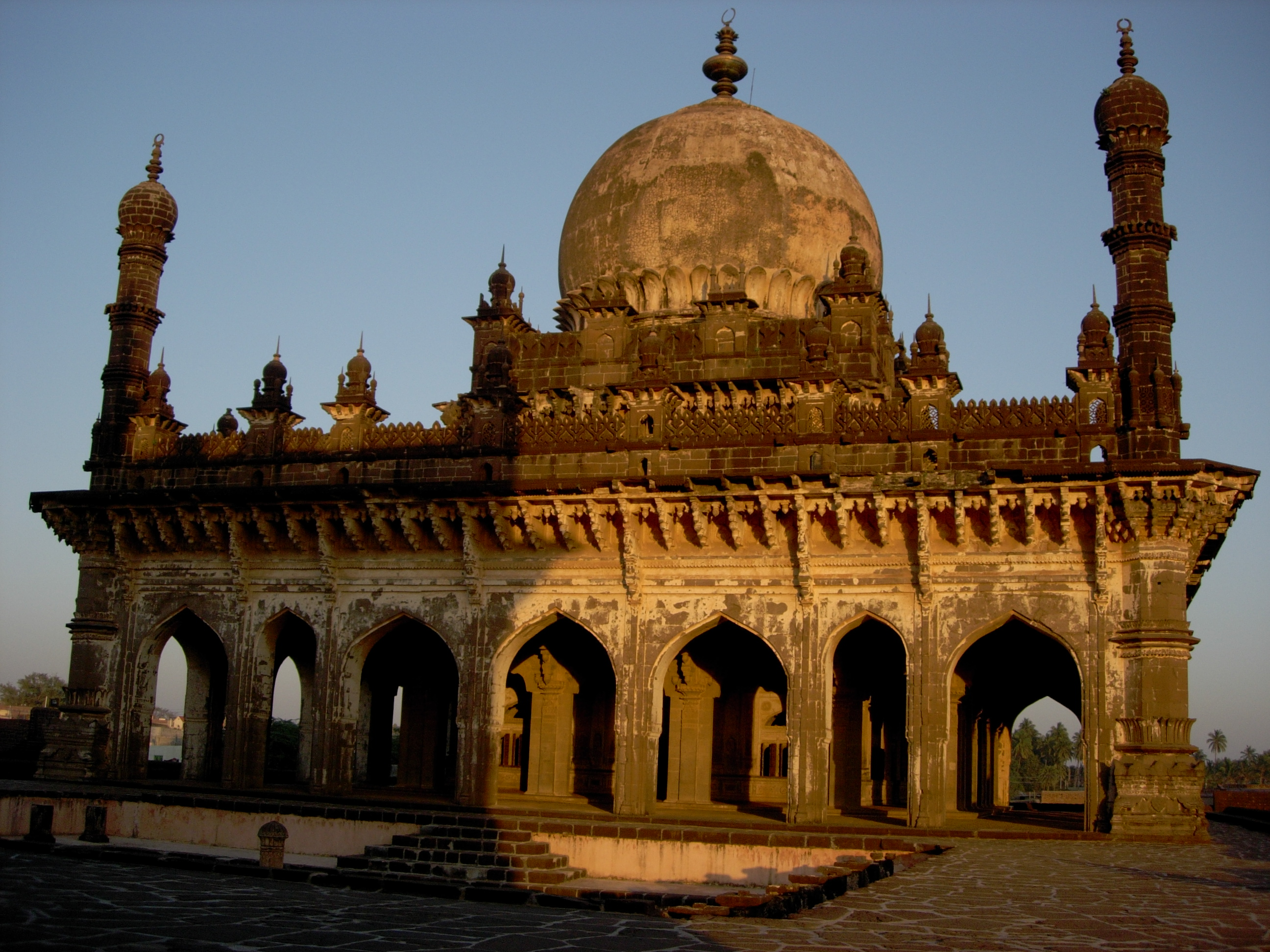
Ibrahim Rauza
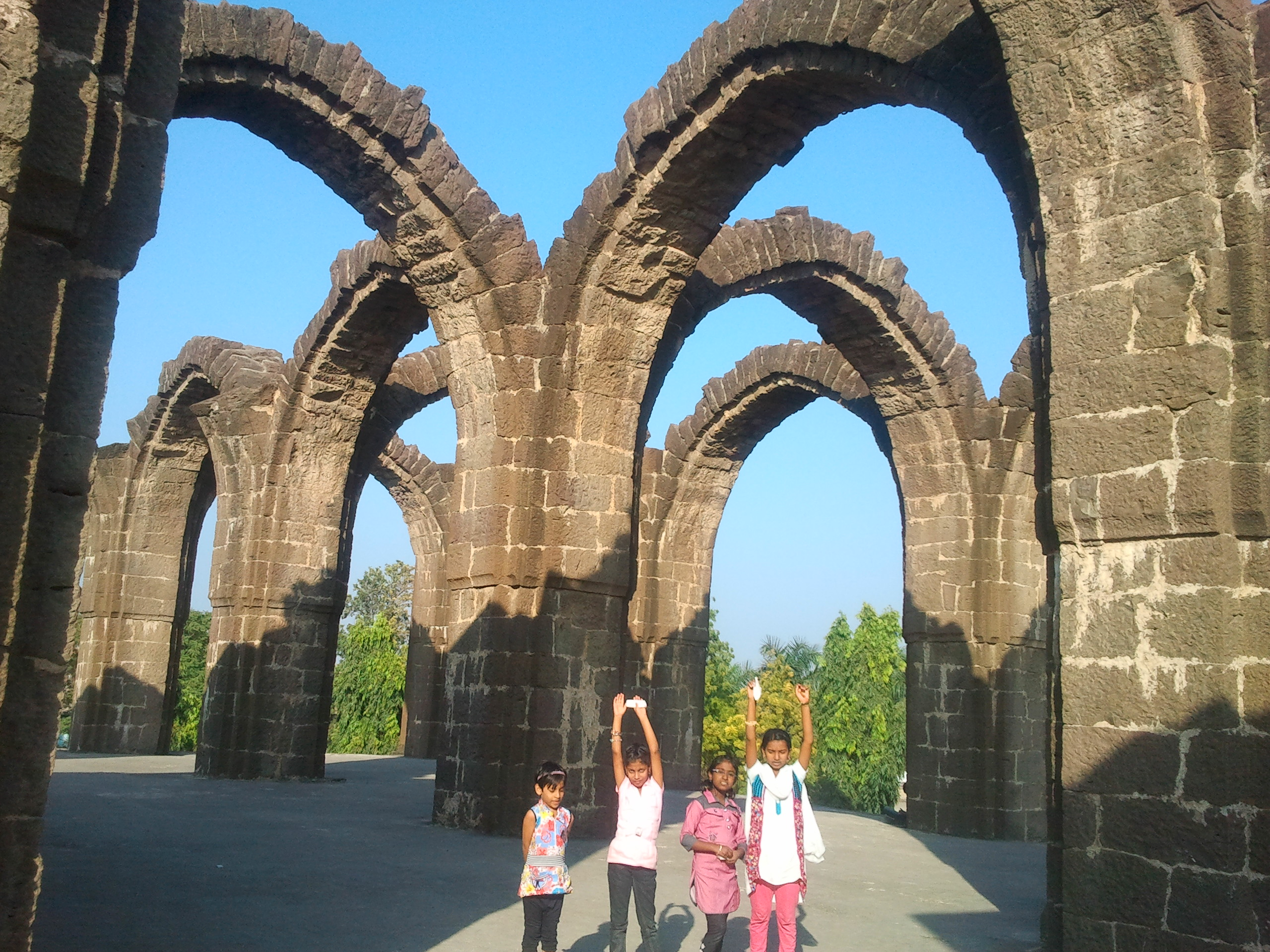
Bara Kaman
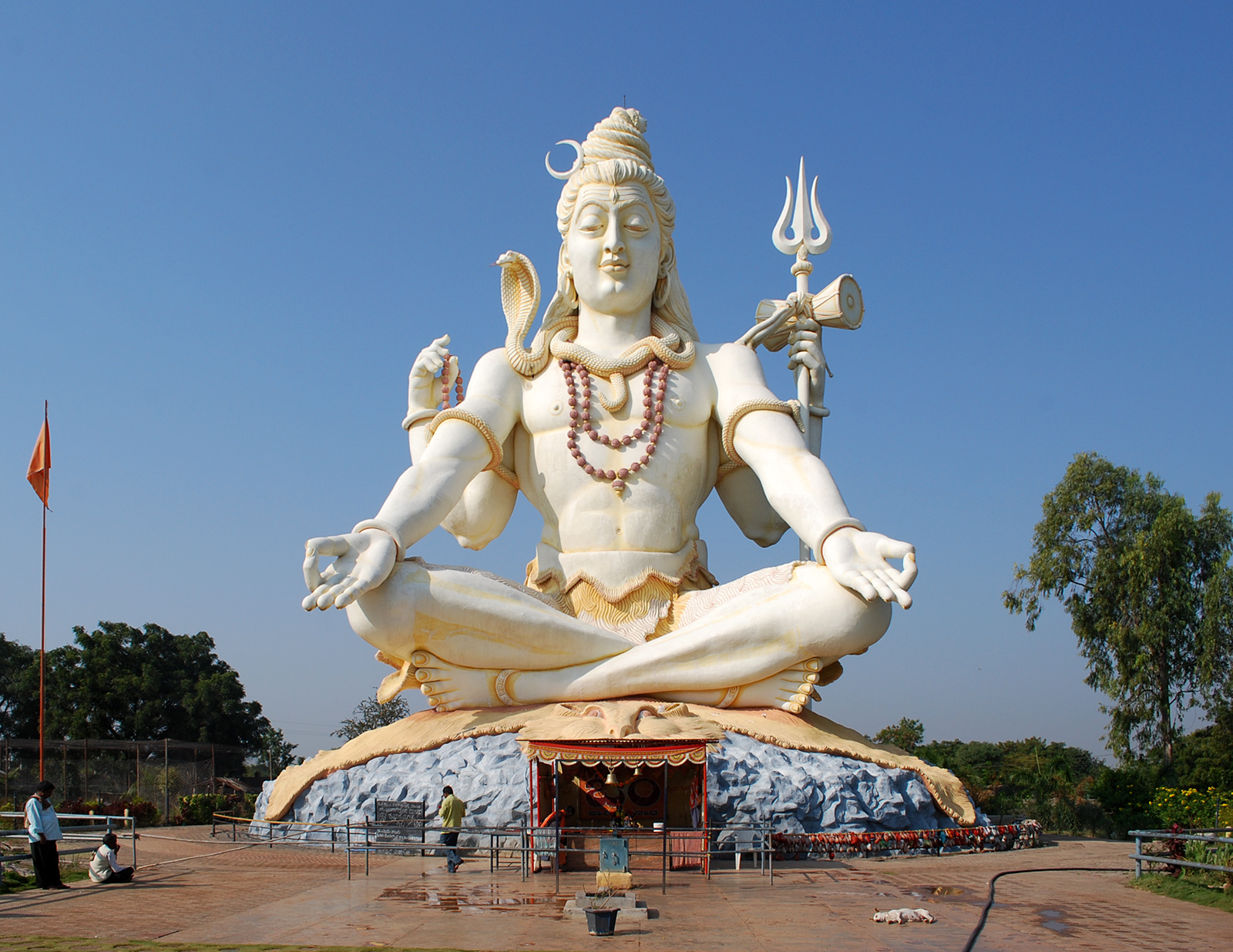
Shiva isten szobra

## Fordítás
- Ez a szócikk részben vagy egészben  a   Bijapur című angol Wikipédia-szócikk fordításán alapul.  Az eredeti cikk szerkesztőit annak laptörténete sorolja fel. Ez a jelzés csupán a megfogalmazás eredetét és a szerzői jogokat jelzi, nem szolgál a cikkben szereplő információk forrásmegjelöléseként.